# Dominique Hourani
Dominique Hourani (en árabe: دومينيك حوراني‎) es una actriz, modelo, cantante y ex-reina de belleza libanesa.

## Carrera
Después de trasladarse a Beirut en su infancia, Dominique cursó estudios de administración y mercadeo en la Universidad Americana de Líbano. En 2003 obtuvo el título Miss Intercontinental en un evento llevado a cabo en Berlín, Alemania. Tras su experiencia como modelo y reina de belleza, Hourani grabó un álbum de estudio como solista titulado Etriss en 2006. El disco se convirtió en un gran éxito en su país natal, encabezando las listas de éxitos. Su álbum de 2008, Kermalik Ya Dominique, se ubicó en la cima de las ventas en el mundo árabe. Hourani y Ali ElDik tuvieron su primer dúo con la canción "El Natour", otra exitosa canción que se mantuvo en la cima de las listas durante más de seis meses en radios y sitios web en varios países árabes. 
En 2010, Hourani protagonizó su primera película, El Beah Romancy, junto con Mohamed Adel Emam, Hasan Housni, Lebleba y Saad ElSoghaier. La película de comedia romántica producida por El Sobky Film Productions le dio a Hourani un amplio éxito en Egipto y el mundo árabe en general. También apareció en la serie de televisión Oyoun Kha'ena junto a Tony Khalife.

## Discografía

### Estudio
- Etriss[5] (2006)
- Kermalik Ya Dominique[6] (2008)
- Dominique 2011[7] (2011)